# Княжий тракт
Княжий тракт, до начала XX в. также известный как Гостинец — дорога времен Киевской Руси, соединявшая Киев с Молдовой. Часть тракта пролегала по территории современной Тернопольщины — по склонам гор Медоборы (Толтры).
Следы Княжеского тракта частично заметны в Тернопольском (возле сел Максимовка и Село Романово, Жеребки, Колодиевка, Полупановка, Старый Скалат и Новосёлка) и Чортковском (возле сел Окно и Красное) районах. В XV—XVII вв. часть Княжьего тракта была известна как Чёрный шлях.